# Чепига, Яков Феофанович
Яков Феофанович Чепига (Зеленкевич) (12 мая 1875, Марьяновка Херсонская губерния (ныне Николаевская область Украины) — 22 августа 1938, Сусуманский район, Магаданская область) — украинский советский педагог, психолог, методист, общественный деятель.

## Биография
Окончил Новобугскую учительскую семинарию.
Работал учителем школ Херсонской губернии и Донбасса.
Создатель «Проекта украинской школы» (1913), руководитель движения за создание национальной школы на Украине (1917—1918 гг. совместно с С. Русовой, С. Черкасенко, А. Музыченко). Один из разработчиков основных документов о школе и организации образования на Украине. В 1918—1928 — преподаватель, проректор и профессор Высшего института народного образования в Киеве, один из организаторов Педологического института в Киеве.
С 1928 — сотрудник Украинского научно-исследовательского института педагогики в Харькове, руководитель секции методики и дидактики кафедры педологии при Харьковском институте народного образования, сотрудник Украинского научно-исследовательского института педагогики (УНДИП), член Государственного научно-методического комитета Наркомпроса УССР.
В 1935—1936 — заведовал кафедрой педагогики Могилёвского педагогического института в Белоруссии. Затем, работал в Москве и Сталинобаде.
Автор более 150 научных трудов по трудовому воспитанию, педологическому направлению, формам и методам обучения, создатель учебников для начальной школы (буквари, книги для чтения, задачники и методические советы к ним), методических пособий для учителей.
13 октября 1937 арестован Управлением НКВД по Харьковской области по обвинению в участии в антисоветской украинской националистическо-террористической организации. 20 ноября 1937 Тройкой при том же управлении НКВД осуждён к 10 годам трудовых лагерей. Умер от сердечно-сосудистого заболевания на территории Севвостлага (бухта Нагаева). Похоронен на кладбище при Северо-Восточном лагере шахты «Стахановец» Сусуманского района Магаданской области.
Посмертно реабилитирован 15 апреля 1958 года.

## Избранные труды
- Народний учитель і національне питання (1912)
- Соціалізація народної освіти (1917)
- Азбука трудового виховання й освіти. Основи організації трудової школи з методологією початкового навчання (учебник, 1922)
- Буквар : для шкіл грамоти I ступеня (1933)
- Використання наочного приладдя при операціях з числами (1932)
- Життя та числа: задачник за комплексами сільських трудових шкіл. Рік другий (1928)
- Методика роботи з підручником математики. Рік 2 (1933)
- Моральне внушіння в справі виховання (1924)